# Perry McCarthy
Perry McCarthy (n. 3 martie 1961) este un pilot englez care a evoluat în Campionatul Mondial de Formula 1 în sezonul 1992, nereușind însă să se califice pentru startul niciunei curse. A fost pilot de teste pentru Williams și Benetton dar nu a reușit să aibă un rol permanent în niciuna dintre echipe. În primele trei serii ale noului format al emisiunii Top Gear a fost The Stig, un șofer de curse anonim care efectuează teste cu modelele prezentate în emisiune.

## Cariera în Formula 1
| Sezon | Echipă                            | Puncte      | Loc clasament general |
| ----- | --------------------------------- | ----------- | --------------------- |
| 1991  | Footwork Grand Prix International | Pilot teste | -                     |
| 1992  | Andrea Moda Formula               | 0           | -                     |
| 1993  | Camel Benetton Ford               | Pilot teste | -                     |